# Phare de l'île Srigina
Le phare de l'Île Srigina est un phare de jalonnement utilisé pour la navigation des bateaux accostant au port de Skikda.

## Historique

### Considérations générales
Il semble qu'avant la colonisation seuls quelques rares fanaux rudimentaires étaient placés aux abords des abris qui servaient de refuge aux vaisseaux barbaresques; tel le fanal ordinaire situé sur la haute tour du Penon d'Alger. Dès les premières années de la conquête des feux plus efficaces furent installés aux points les plus caractéristiques. C'est ainsi qu'en  1834, les Français installent à la place du fanal d'Alger un appareil consistant en un feu fixe surmonté d'une couronne tournante portant 8 lampes avec réflecteurs disposées de manière à réaliser un feu à éclipses de 30 secondes en 30 secondes.
Le premier rapport officiel traitant de l'éclairage des côtes algériennes est un rapport de la Commission Nautique de l'Algérie de 1843 qui établit un rapport complet "des améliorations à apporter aux feux existants, des feux à établir immédiatement, des feux à établir par la suite".
Son exécution s'échelonna sur plusieurs années, avec les modifications imposées par les progrès de la technique et le développement de la navigation et dont les principales furent décidées par la Commission des Phares de 1861.
Les appareils ont été modifiés périodiquement entre 1860 et 1900. Les plus notables de ces améliorations consistèrent en la substitution de l'huile minérale par l'huile végétale en 1881 puis, par l'adoption de certains feux de lampe à niveau constant.
En 1902, nouveau programme d'amélioration de l'éclairage côtier par la mise en place d'une Commission Nautique Spéciale qui adopte un programme de réalisations prévoyant entre autres la substitution aux feux fixes existants de feux à éclats ou à occultations avec ou sans secteurs colorés.  Programme qui fut entièrement réalisé de 1904 à 1908 à l'exception de  la jetée Nord du port d'Alger.
L'électrification des feux principaux et des feux de ports fut poursuivie activement depuis la mission scientifique en Algérie, en 1924, de l'Ingénieur en chef du Service Central des Phares.
En outre quatre radiophares ont été mis en service; au phare de l'Amirauté à Alger (1931), au Cap de l'Aiguille (1938), au Cap Caxine (1938) et au Cap Matifou (1942). Les services techniques ont également prévu  l'établissement dans des délais rapprochés de quatre ouvrages supplémentaires au Cap Ténès, au Cap Bengut, au cap Bougaroun et au Cap de Garde.

### Considérations spécifiques
Le phare de Srigina fut construit en 1847 puis remanié en 1906.

## Caractéristiques
Srigina est une île située à l'entrée Ouest de la rade de Skikda.
Le phare est constitué d'une tour d'une dizaine de mètres de hauteur, de section carrée, en maçonnerie lisse, qui supporte une lanterne et une balustrade de couleur rouge, située au centre d'un bâtiment blanc de 180 m2 d'un seul niveau dont le pourtour est orné d'arcades sur la toiture desquelles sont placés les panneaux photovoltaïques.
Plusieurs annexes de mauvaise qualité architecturale ont été construites autour du bâtiment principal.
L'ensemble bâti, représentant une surface cumulée de 135 m2 est relié à un débarcadère par un chemin escarpé de 115 m de long dont l'accès est fermé aux visiteurs par un portail.